# Arachnophobia (videogioco)
Arachnophobia è un videogioco d'azione basato sul film Aracnofobia, sviluppato dalla BlueSky Software sotto la supervisione della Disney Software per le piattaforme MS-DOS, Commodore 64, Amstrad CPC e Amiga. Venne pubblicato circa a metà 1991 da Disney Software in America e da Titus Software in Europa.
La versione per Atari ST, prevista ma mai pubblicata, è stata recuperata come gioco funzionante nel 2017. Sembra tuttavia che, almeno nell'edizione francese (Arachnophobie), vennero prodotte originariamente delle copie confezionate.

## Trama
Un ragno estremamente velenoso è stato accidentalmente portato dalla foresta amazzonica in California e si è accoppiato con un certo numero di ragni regine, creando un nuovo incrocio di ragni velenosi che uccidono le persone con un morso. La piaga dei ragni si sta diffondendo e sta uccidendo le persone a un ritmo impressionante. Il disinfestatore Delbert McClintock attraversa la California per ripulire le abitazioni di sette cittadine fittizie dalle loro infestazioni. Dopo il successo della pulizia, il dottor Atherton incarica Delbert di distruggere i ragni nella giungla.

## Modalità di gioco
Il giocatore deve affrontare sette livelli che corrispondono a sette piccole città. Il gioco inizia nella schermata della città vista dall'alto, dove il giocatore deve guidare il furgone del disinfestatore fino a uno degli edifici, prevalentemente case, che inizialmente sono tutti infestati. Una volta raggiunta la posizione desiderata, il gioco passa alla modalità a piattaforme e il giocatore controlla Delbert dentro la casa.
L'interno della casa viene mostrato in sezione, due stanze alla volta su due piani. Attraverso le porte si cambia stanza o piano. Delbert cammina a destra e sinistra, può saltare, ed è armato con una quantità limitata di insetticida spray e alcune bombe chimiche. L'erogatore può essere puntato in alto, in basso o di fronte e un singolo colpo ben mirato uccide istantaneamente un ragno normale. Se sono a terra è possibile ucciderli anche saltandogli sopra. Raccogliendo una bombola e dei fiammiferi, Delbert può cambiare lo spray per sparare fiamme, più potenti ma sempre in quantità limitata. Le bombe uccidono tutti i ragni normali in una singola stanza e stordiscono i boss. Se il giocatore esaurisce le munizioni, Delbert deve tornare al suo furgone per una ricarica, ma così facendo anche i ragni uccisi vengono rimpiazzati.
Molti ragni infestano la casa, camminando sul pavimento o sul soffitto, e possono anche saltare o calarsi dall'alto. Non è necessario ucciderli tutti: l'obiettivo di ogni casa è trovare e distruggere il bozzolo delle uova, che genera continuamente ragni quando ci si avvicina. Se Delbert entra in contatto con un ragno, il morso lo danneggia; la sua salute è rappresentata da un'immagine della sua faccia alla base dello schermo, che diventa sempre più malridotta. I danni possono essere curati raccogliendo un kit di pronto soccorso. Se Delbert subisce quattro morsi normali muore e il gioco termina.
L'obiettivo di ogni città è trovare e uccidere i ragni boss. Quando si disinfesta un edificio distruggendo il bozzolo, viene attivato un indicatore a bussola che mostra la generica direzione in cui si trova il boss nella pianta della città. Ci sono due tipi di boss, i più resistenti ragni regina e i ragni sudamericani, più grandi e mortali con un solo morso. Quando tutte e sette le città sono state completate, Delbert va al livello finale in Sud America che consiste in un'unica schermata dove deve distruggere alcuni boss per completare il gioco.
Alcune caratteristiche sono presenti solo nelle versioni a 16 bit (Amiga, Atari ST, MS-DOS): abitanti da salvare per ottenere bonus e ragni che si nascondono dietro oggetti e tendono imboscate. Alcune funzioni assenti solo su Commodore 64 sono i ragni che possono attaccarsi al viso di Delbert e devono essere scrollati via, e le ragnatele che rallentano i movimenti se non saltate.

## Accoglienza
Nonostante la notorietà del film e i molti annunci del videogioco in anteprima, le recensioni storiche conosciute non sono molto frequenti.
La versione Commodore 64 ricevette buoni giudizi dalla rivista italiana Zzap! 66 (voto 80%) e dalle statunitensi Compute 146 e RUN 91 (voto A).
Le versioni Amiga e MS-DOS ebbero generalmente meno fortuna; le riviste tedesche Amiga Joker 11, Power Play 9/91 e Aktueller Software Markt 10 e la greca Pixel 81 diedero tutte giudizi poco entusiasti, criticando la mancanza di varietà del gioco a lungo andare, mentre la francese Micro News 49 fu positiva nei confronti della versione MS-DOS.